# 周済世

周 済世（しゅう ざいせい、英語：Archbishop Joseph Chow Chi-shih, C.M.、1892年1月23日－1972年）は、中国の著名なカトリックの聖職者でラザリストである。
1892年1月23日、周済世は中国の河北省に生まれた。1919年6月29日に司祭に叙階される。1931年3月26日に保定代牧区の初の中国人司教に挙げられる。同年8月2日に司教の聖別を受けた。
1946年には中国カトリック教会にヒエラルキーが敷かれ、4月11日、周済世は正式に保定教区司教に挙げられる。7月18日、周済世はまた南昌教区の大司教に挙げられ、3人の中国人大司教（他の2人は北平大司教田耕莘と南京大司教于斌）の一人となった。彼は司教座を九江から南昌松柏巷天主堂に移し、元の九江教区を南昌大司教区に改称した。
1949年以後、田耕莘と于斌は相次いで台湾に行き、周済世は中国大陸で最高位のカトリック聖職者となった。中国共産党はローマとは分離した教会を作るために、周大司教に中国天主教愛国会の「教皇」になるようにもちかけた。彼は、「中国は教皇を持つには小さ過ぎます。もし、全世界の教皇になれというのならば、喜んで受けましょう。そうでなければこの件で議論するのは無益です」と答え、愛国会の指導者になることを拒絶した。
その後、周大司教は監視下に置かれ、さらに投獄された。1972年に獄中で世を去る。80歳であった。